# Турбасли
Турбасли́ (рос. Турбаслы, башк. Турбаҫлы) — село у складі Іглінського району Башкортостану, Росія. Адміністративний центр Турбаслинської сільської ради.
Населення — 419 осіб (2010; 389 в 2002).
Національний склад:
- башкири — 89 %